# Plagiochila bahiensis
Plagiochila bahiensis là một loài rêu trong họ Plagiochilaceae. Loài này được Lindb. mô tả khoa học đầu tiên.